# Hong Kong Futsal League
La Hong Kong Futsal League è la massima competizione di futsal per club a Hong Kong.

## Squadre 2018/19
- Pak Hei
- Wong Tai Sin
- Resources Capital FC
- Mutual
- Hoi King
- Eastern District
- Tuen Mun